# Eastford
Eastford est une ville américaine située dans le comté de Windham au Connecticut.
Eastford devient une municipalité en 1847. Elle constituait auparavant la paroisse orientale de la ville d'Ashford.

## Démographie
Selon le recensement de 2010, Eastford compte 1 749 habitants. La municipalité s'étend sur 29,27 milles carrés (75,81 km2), dont 28,92 milles carrés (74,9 km2) de terres.
| 1850  | 1860  | 1870 | 1880 | 1890 | 1900 |
| ----- | ----- | ---- | ---- | ---- | ---- |
| 1 127 | 1 005 | 984  | 855  | 561  | 523  |

| 1910 | 1920 | 1930 | 1940 | 1950 | 1960 |
| ---- | ---- | ---- | ---- | ---- | ---- |
| 513  | 496  | 529  | 496  | 598  | 746  |

| 1970 | 1980  | 1990  | 2000  | 2010  | - |
| ---- | ----- | ----- | ----- | ----- | - |
| 922  | 1 028 | 1 314 | 1 618 | 1 749 | - |